# Église de l'Exaltation-de-la-Sainte-Croix de Sainte-Croix-de-Quintillargues
L'église de l'Exaltation-de-la-Sainte-Croix est une église romane située à Sainte-Croix-de-Quintillargues dans le département français de l'Hérault en région Occitanie.

## Historique
Sainte-Croix-de-Quintillargues est mentionnée sous le nom de Mansus de Quintanello en 1110 dans le cartulaire de l'abbaye de Gellone.
L'église de l'Exaltation-de-la-Sainte-Croix est construite aux XIe et XIIe siècles et modifiée au XVIe siècle.
Elle est mentionnée sous le nom d'Ecclesia S. Crucis de Quintilanegues en 1146 dans le cartulaire de l'abbaye d'Aniane et en 1154 dans une bulle du pape Adrien IV. Le lieu apparaît ensuite sous le nom de Villa S. Crucis de Quintilhanicis dans le cartulaire de l'évêché de Maguelone.
Elle fait l'objet d'une inscription au titre des monuments historiques depuis le 30 mars 1978.

## Architecture

### Maçonneries

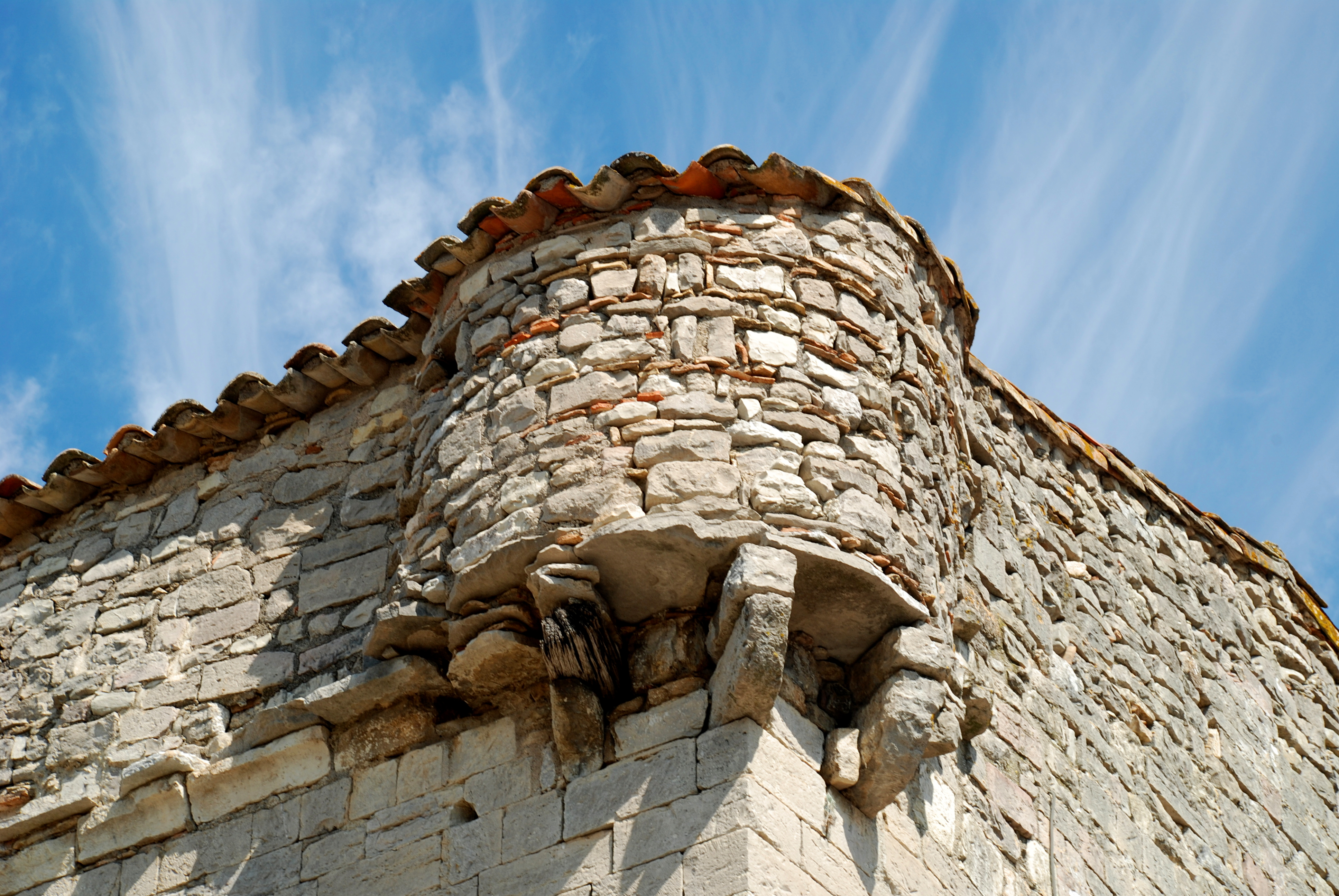
L'échauguette sud-est.

L'église est édifiée en pierre de taille sauf la partie haute qui est constituée de moellons et résulte probablement d'une fortification de l'édifice. Du fait de l'absence de travée de chœur, cette église est plus courte que la majorité des autres édifices dépendants d'Aniane. Construite au départ avec une toiture en charpente, elle est voûtée une quarantaine d'années plus tard avec le rajout de cinq lignes d'assises en calcaire brun clairement visibles sur la partie haute de l'église. Pour contenir les poussées de la voûte nouvelle, il a fallu, à cause de l'absence de contreforts extérieurs plaquer d'épais arcs de décharge contre le mur intérieur pour stabiliser l'ensemble, réduisant fortement l'espace intérieur. Cette consolidation est confirmée par l'aveuglement de la fenêtre qui s'ouvrait au sud de la première travée. 
Au XIVe siècle, l'église est surélevée et fortifiée. Des tours de défense encorbellées sont ancrées aux angles sud-est et nord-ouest et sont reliées par un chemin de ronde situé juste au dessus de la corniche.

### Chevet
Le chevet est édifié en pierre de taille assemblée par endroits en opus monspeliensis, plus particulièrement à la base et à mi-hauteur du chevet. Certaines assises de pierre, et en particulier celles qui sont moins hautes que les autres (et qui caractérisent cet opus), sont de couleur plus foncées.
Il est surmonté d'une corniche biseautée et recouvert de tuiles romaines.
La fenêtre absidiale à double ébrasement ne présente aucune décoration.

### Façade méridionale
La façade méridionale est percée d'une fenêtre unique, semblable à la fenêtre absidiale, et présente la trace d'une ancienne porte romane murée (comme la façade nord). Sa maçonnerie présente des traces d'opus monspeliensis comme le chevet, ainsi que de nombreuses traces de réfection.

### Façade occidentale
La façade occidentale est surmontée d'un clocheton à deux baies campanaires.

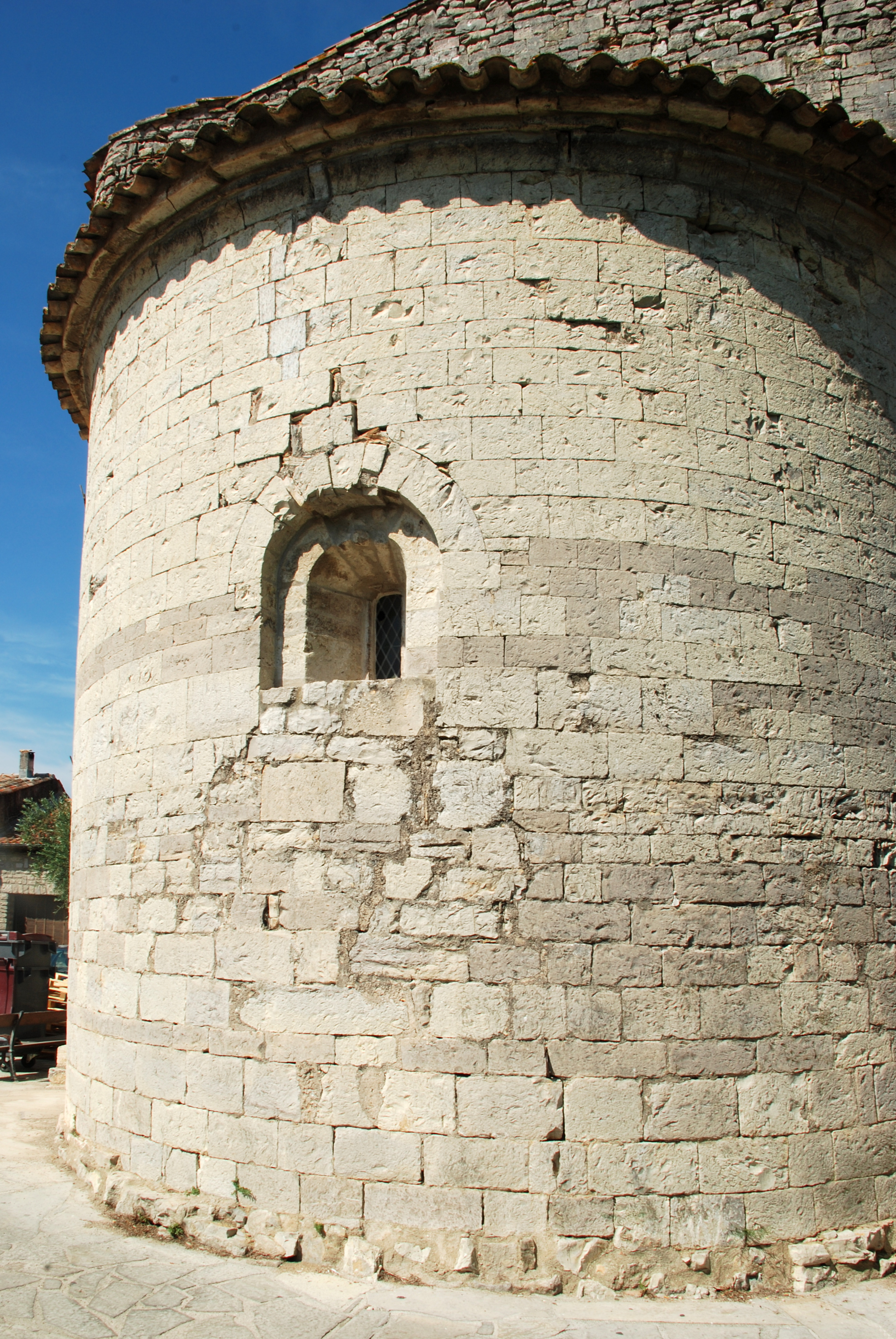
Le chevet.
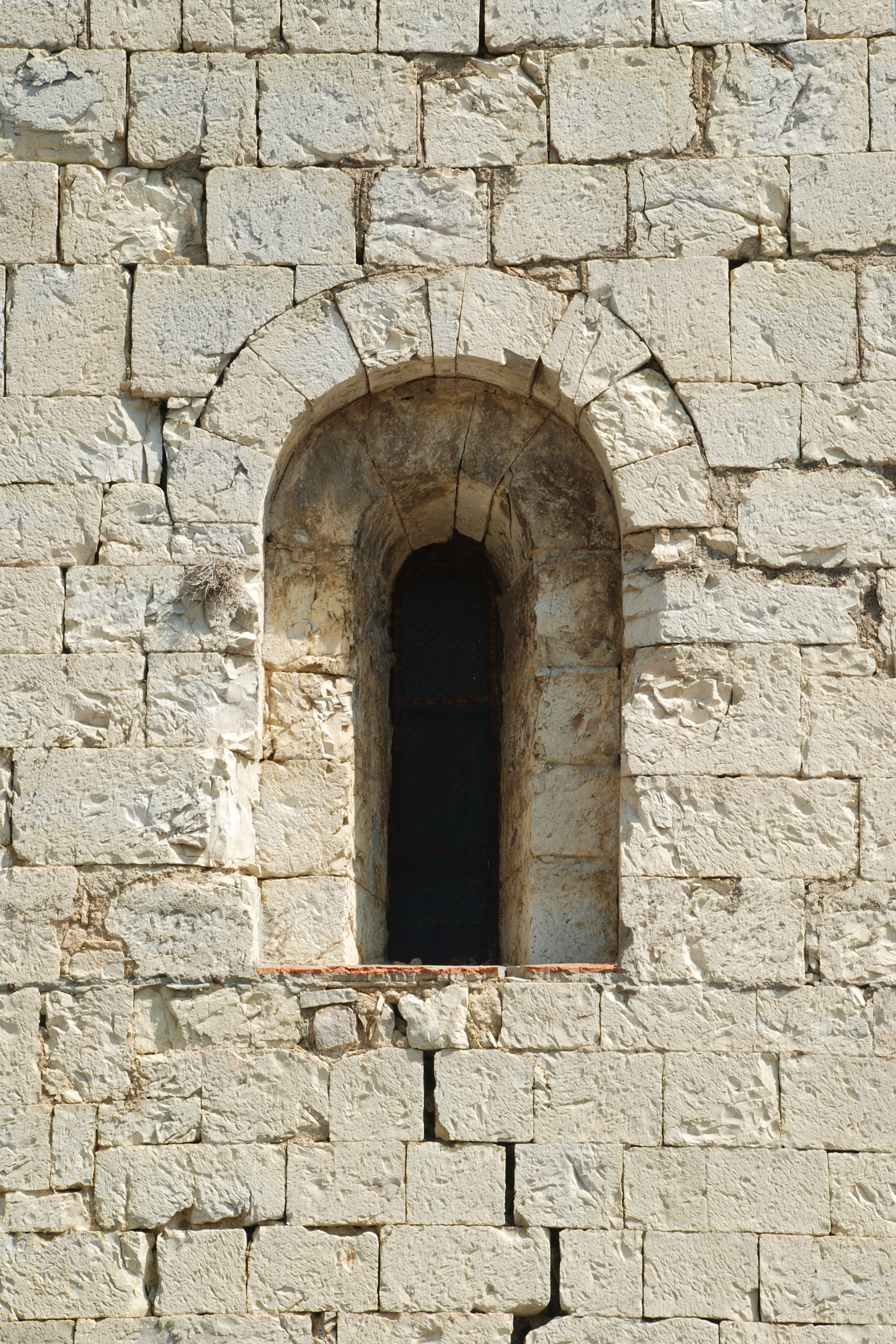
La fenêtre de la nef.